# Citers
Citers – miejscowość i gmina we Francji, w regionie Burgundia-Franche-Comté, w departamencie Górna Saona.
Według danych na rok 1990 gminę zamieszkiwały 712 osoby, a gęstość zaludnienia wynosiła 47 osób/km² (wśród 1786 gmin Franche-Comté Citers plasuje się na 231. miejscu pod względem liczby ludności, natomiast pod względem powierzchni na miejscu 204.).